# Klára Mrázková
Klára Mrázková (* 6. prosince 2006 Opava) je česká vodní slalomářka v kategorii Kajak (K1) a Kajak Kros (KX1). Juniorská mistryně světa, mistryně Evropy a mistryně ČR.

## Sportovní kariéra
Po vzoru svého staršího bratra Jakuba začala jezdit na vodě Klára Mrázková už v sedmi letech na řece Opava v oddíle Kanoe Klub Opava na severní Moravě. Největších úspěchů v žákovské a následně i začátku juniorské kategorie dosáhla pod vedením opavské trenérské dvojice Dalibor Slovák – Jiří Valík. V polovině juniorského věku přijala nabídku na přestup do USK Praha a začala zde trénovat v tréninkové skupině Jiřího Vašiny.

### 2023
Klára Mrázková se poprvé probojovala do juniorské reprezentace. A z první reprezentační účasti si přivezla hned dvě zlaté medaile: z ME v Bratislavě si odvezla zlatou medaili v kategorii hlídek K1, a tento výkon zopakovala i na MS v Krakově. V tomto roce se také stala mistryní ČR juniorů a celkově vyhrála seriál závodů Český pohár juniorů ve své kategorii.

### 2024
Ze své druhé reprezentační účasti se jí podařilo přivézt hned 4 zlaté medaile. Na MS v Liptovském Mikuláši vybojovala první zlatou medaili z individuálního závodu kajakářek. Opavská rodačka nenašla na trati přemožitelku a stala se tak světovou šampionkou. Druhou zlatou medaili vybojovala ze závodu hlídek, kdy společně s Bárou Galuškovou a Markétou Hojdovou obhájili titul z roku 2023. Na ME v Krakově se jí podařilo získat další zlatou medaili ze závodu hlídek K1. A ještě jednu zlatou medaili na ME Klára vybojovala v kategorii Kayak Cross Individual – v nové disciplíně, která se na mistrovství Evropy jela vůbec poprvé a tím se zapsala do historie jako první juniorská mistryně Evropy.

### 2025
V nominačních bojích se jí podařilo vybojovat reprezentační dres v kategorii K1W U23, a tím zastupovat Českou republiku na MS ve Foix (FRA) a na ME v Solkanu (SLO), a také na SP v La Seu d'Urgell (ESP). Na MS ve Francii získala zlatou medaili v kategorii hlídek spolu s Kateřinou Bekovou a Lucíí Nesnídalovou, v individuálním závodě se probojovala až do finále a nakonec skončila na 11. místě. Z ME ve Slovinsku si z hlídek přiváží zlatou medaili, v individuálním závodu skončila po drobné chybě v semifinále. V závodu SP ve Španělsku skončila na 16. místě.